# Tom King, Baron King of Bridgwater

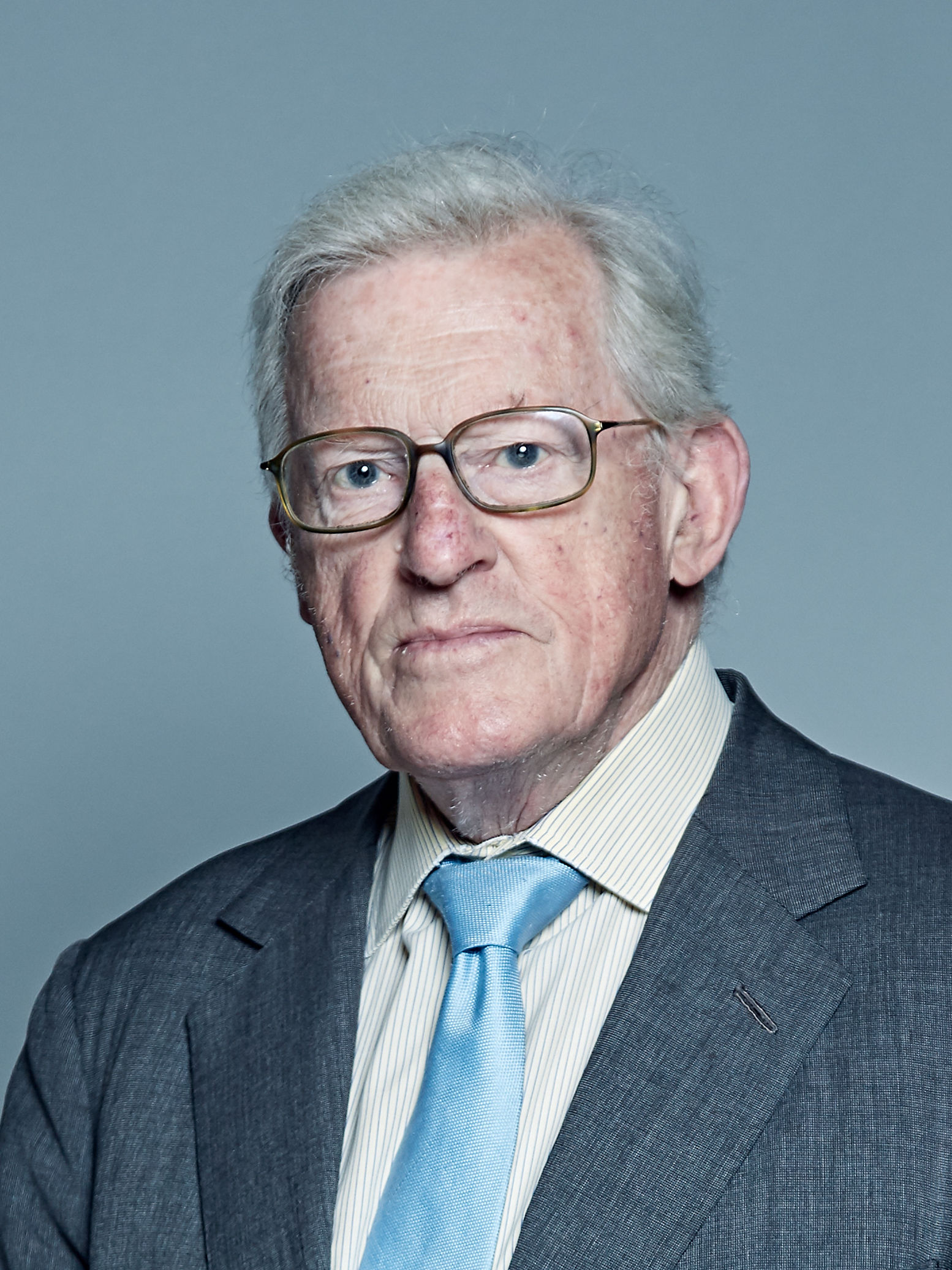
Tom King, Baron King of Bridgwater

Thomas Jeremy King, Baron King of Bridgwater CH, PC (* 13. Juni 1933 in Rugby) ist ein britischer Politiker der Conservative Party und Life Peer.

## Karriere
King gehörte von 1970 bis 2001 dem House of Commons für den Bezirk Bridgwater an. Vom 6. Januar 1983 bis 11. Juni 1983 war er Umweltminister, vom 11. Juni bis 16. Oktober des gleichen Jahres Verkehrsminister. Vom 16. Oktober 1983 bis 2. September 1985 war er Secretary of State for Employment, vom 3. September 1985 bis zum  24. Juli 1989 Nordirlandminister. Vom 24. Juli 1989 bis 11. April 1992 war er Verteidigungsminister. 1994 bis 2001 war er Vorsitzender des Intelligence and Security Committee. Zur Unterhauswahl 2001 trat er nicht mehr an und wurde am 9. Juli 2001 als Baron King of Bridgwater, of Bridgwater in the County of Somerset, zum Life Peer erhoben. Er ist dadurch seither Mitglied des House of Lords.